# Егоров, Александр Ильич
Алекса́ндр Ильи́ч Его́ров (13 [25] октября 1883, Бузулук, Бузулукский уезд, Самарская губерния, Российская империя — 23 февраля 1939, Москва, РСФСР, СССР) — российский и советский военачальник и военно-политический деятель. Один из выдающихся полководцев Гражданской войны в России. Один из первых Маршалов Советского Союза (1935).
Кавалер Георгиевского оружия за Первую мировую войну и Почётного революционного оружия за Гражданскую войну (1921). Кавалер двух орденов Красного Знамени. Член РКП(б) с июля 1918 года.

## Биография

### Ранняя жизнь

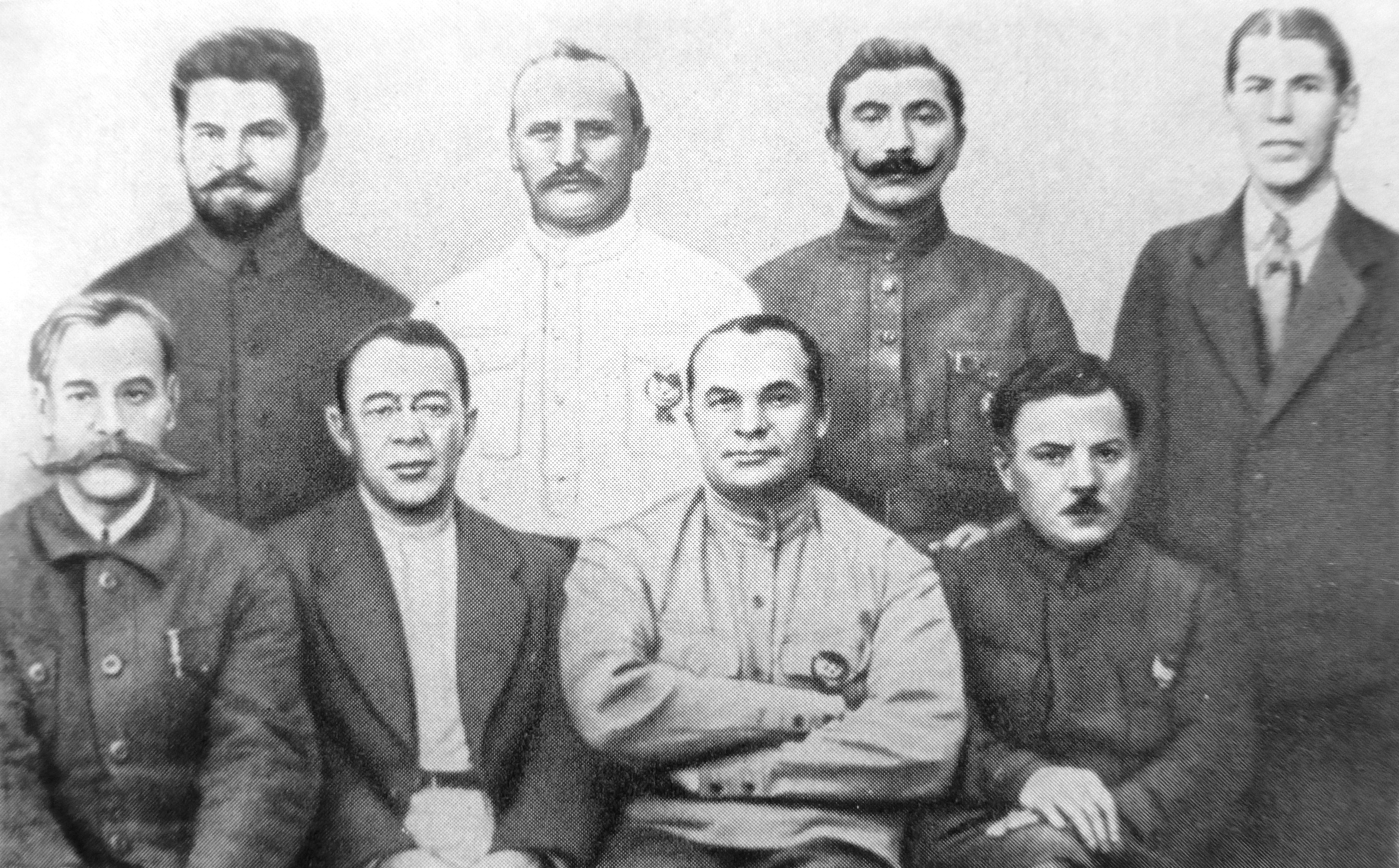
Командиры Первой Конной армии в Полевом штабе РККА: сидят Каменев С. С., Гусев С. И., Егоров А. И., Ворошилов К. Е., стоят Лебедев П. П., Петин Н. Н., Будённый С. М., Шапошников Б. М.

Родился 13 (25) октября 1883 год в городе Бузулук Самарской губернии (ныне — Оренбургская область) в многодетной семье мещанина. Русский.
В 1901 году окончил Самарскую классическую гимназию.

### Служба в Русской императорской армии
В том же году поступил на военную службу вольноопределяющимся, был зачислен в 4-й гренадерский Несвижский полк. Окончил по первому разряду (с отличием) Казанское пехотное юнкерское училище, где учился в 1902—1905 годах, 22 апреля 1905 года был выпущен подпоручиком (со старшинством с 9 апреля 1904 года) и распределился в 13-й лейб-гренадерский Эриванский полк.
В автобиографии указывал, что с 1904 года примкнул к эсерам. Состоял в партии эсеров по 1909 год.

Кадровый военный Русской императорской армии, участник Первой мировой войны. В январе 1916 года состоящий в чине капитана при Алексеевском военном училище, был переведён в Тифлисское Великого Князя Михаила Николаевича военное училище, где преподавал военные науки на ускоренных курсах, выпускающих прапорщиков, одновременно являясь и помощником начальника училища. 21 августа 1916 года был назначен и. д. штаб-офицера для поручений штаба 2-го Кавказского кавалерийского корпуса. В чине подполковника с 6 декабря 1916 года (старшинство с 15 августа 1916). В дальнейшем командовал батальоном, а затем и 132-м пехотным Бендерским полком в том же чине, затем в чине полковника. Был 5 раз ранен и контужен.
«Под ложечкой сосало, и волосы дыбом встали, когда мы пошли в первый раз в атаку 13 августа 1914 года», — вспоминал Егоров позднее. Вскоре обвыкся, был удостоен Георгиевского оружия за храбрость, получил пять ранений и заслужил на фронте шесть орденов.
После Февральской революции в чине подполковника вступил в партию эсеров.

 В 1917 году в ноябре месяце... я слышал выступление бывшего тогда правого эсера подполковника Егорова А. И., который в своём выступлении называл товарища Ленина авантюристом, посланцем немцев. В конечном счёте речь его сводилась к тому, чтобы солдаты не верили Ленину, как борцу-революционеру, борющемуся за освобождение рабочего класса и крестьянства.— Из заявления Г. В. Жукова к наркому Ворошилову

### Cлужба советской власти в рядах РККА

#### Гражданская война

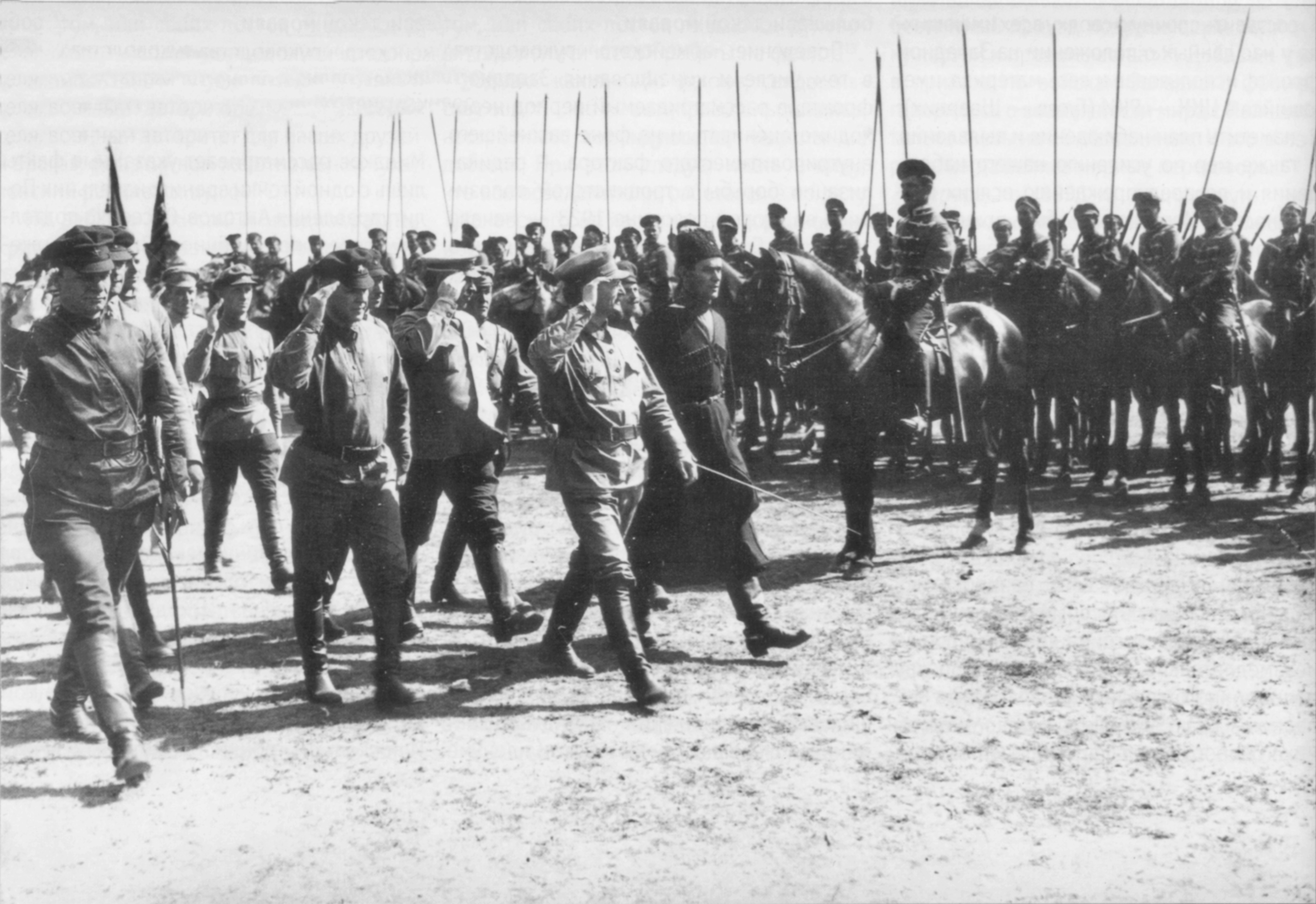
Троцкий и Егоров в Харькове перед сдачей его белым. 1919

После Октябрьской революции участвовал в разработке Декрета об организации РККА. С января 1918 работал в Военном отделе ВЦИК. Состоял в РККА с 1918 года, отвечал за отбор офицеров для Красной армии, занимался вопросами пленных и беженцев, с августа 1918 года командовал армиями и фронтами в Гражданской войне (в частности, участвовал в боевых действиях под Самарой и Царицыном).
В сентябре 1918 года его ходатайство было удовлетворено: приказом главкома Егоров был назначен командующим 9-й армии Южного фронта. Армия действовала против наступавших на Царицын войск генерала Краснова, но действовала неудачно, поскольку представляла собой конгломерат разрозненных нерегулярных формирований. "Мне пришлось начать организацию этой армии, состоявшей из партизанских отрядов Киквидзе, Сиверса, Миронова и другие " — вспоминал Егоров.
С 26 декабря 1918 по 25 мая 1919 — командующий 10-й армией. 25 мая 1919 года был тяжело ранен в бою у Плетнёва (у реки Сал). В июле — октябре 1919 года — командующий 14-й армией.
С октября 1919 по январь 1920 — командующий войсками Южного фронта. Членом РВС фронта стал Иосиф Сталин.
В ноябре 1919, командуя Южным фронтом, за успешные военные действия против белых получил первую и почётную награду — Орден Красного Знамени.

 К А. И. Егорову я относился с большим уважением. Я видел в нём крупного военного специалиста, преданного революционному народу, честно отдающего ему свои знания и опыт. Мне нравилось, что он держится скромно, не щеголяя своей образованностью, как это нередко делали бывшие офицеры. Особенно меня подкупала его смелость в бою, то, что он, командующий армией, когда это необходимо, ходил в атаку вместе с красноармейцами.
— Будённый С. М. "Пройденный путь"

#### Советско-польская война

Егоров и Сталин возле Львова. 1920 г.

В январе — декабре 1920 года — командующий войсками Юго-Западного фронта (в состав входила 12-я, 14-я армии и 1-я Конная армия РККА) в советско-польской войне. В апреле—мае 1920 года в тяжёлых оборонительных боях с поляками войска фронта оставили Мозырь, Коростень, Киев, Винницу и др. города, однако в мае-июне они успешно провели Киевскую операцию 1920 года, где фронт Егорова выбил поляков из города и стратегическая инициатива перешла в руки РККА.
Но наряду с успешными действиями войска фронта имели и ряд неудач, особенно в ходе общего наступления при проведении Львовской операции 1920 г., когда Егоров выбил Войско польское с Подолья и Галиции, и уже готовился к штурму Львова, однако положение Западного фронта на Висле к середине августа стало катастрофическим и главком Каменев приказал перевести 12-ю и 1-ю Конную армии на Варшаву (против чего сначала был категорически против Сталин, игнорируя указы главкома), что ослабило фронт, кроме того, войска Эдварда Рыдз-Смиглы грамотно обороняли Львов. Это привело к отводу войск в конце августа на рубеж Мозырь — Новоград-Волынский.
Несмотря на провал операции, Александр Ильич проявил высокий полководческий профессионализм, и если бы не неудача Тухачевского, мог взять Львов. В феврале 1921 года за эту кампанию был награждён почётным революционным оружием.

#### После Гражданской войны

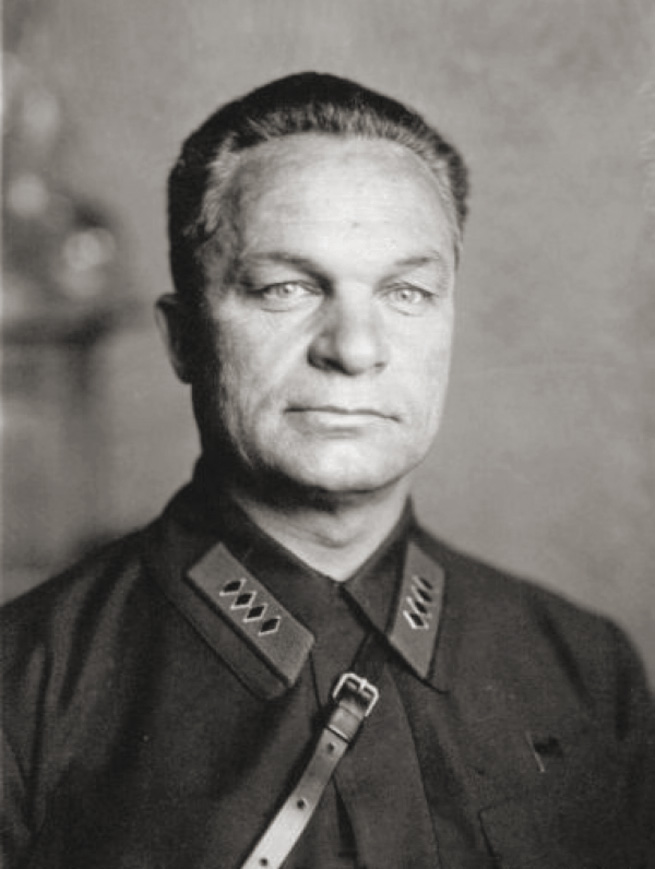
Командарм 2-го ранга А.И Егоров

В декабре 1920 — апреле 1921 — командующий войсками Киевского военного округа. С апреля по сентябрь 1921 года — командующий войсками Петроградского военного округа.
В сентябре 1921 — январе 1922 — командующий Западным фронтом. В феврале 1922 — мае 1924 — командующий Кавказской Краснознамённой армией.
С апреля 1924 по март 1925 года — командующий войсками Украинского военного округа. В 1925—1926 был военным атташе в Китае. Это также было очень ответственное поручение советского руководства, поскольку в то время молодой Советский Союз стремился защитить в Китае собственные интересы и помочь местному революционному движению. С мая 1926 по май 1927 — заместитель начальника военно-промышленного управления ВСНХ СССР. В мае 1927 — апреле 1931 — командующий войсками Белорусского военного округа.

#### Генеральный штаб РККА и заместитель наркома обороны
С июня 1931 по сентябрь 1935 — начальник Штаба РККА. С сентября 1935 по май 1937 — начальник Генерального штаба РККА.
Егоров наравне с Тухачевским прекрасно понимал, что в будущих войнах приоритет будет за танковым направлением. И ещё в 1932 году представил Реввоенсовету СССР свои развернутые тезисы „Тактика и оперативное искусство РККА начала тридцатых годов“. Во многом благодаря Егорову в СССР была создана танковая промышленность. Но танковая диалектика была противоположна позиции старых красных конников Ворошилова и Будённого, которые ратовали за классические направления ведения войны. А тут ещё между Ворошиловым и ещё одним сторонником модернизации РККА, Тухачевским, разгорелся непримиримый конфликт, разбивший аппарат и комсостав РККА на два лагеря.
В феврале 1934 года на XVII съезде ВКП(б) избран кандидатом в члены ЦК ВКП(б). В 1935 году приказом наркома обороны СССР Ворошилова в честь Егорова была названа 37-я Новочеркасская стрелковая дивизия. 20 ноября 1935 года Егорову присвоено звание маршала Советского Союза.
Выдающемуся полководцу гражданской войны, одному из организаторов блестящих побед Красной Армии на Южном и Юго-Западном фронтах, первому начальнику Генштаба РККА — в день его пятидесятилетия большевистский привет» — так Егорова поздравил Сталин.

11 ноября газета «Красная звезда» поместила текст приказа НКО СССР за № 170, подписанный К. Е. Ворошиловым: «В связи с пятидесятилетним юбилеем начальника Генерального штаба Рабоче-Крестьянской Красной Армии тов. Егорова Александра Ильича присвоить его имя 37-й стрелковой Новочеркасской дивизии, которую впредь именовать: 37-я стрелковая Новочеркасская дивизия имени тов. А. И. Егорова».
В апреле 1935 года Егоров в числе наиболее видных руководителей РККА получил личное приглашение в резиденцию американского посла на Весенний фестиваль в Спасо-хаусе. Недоразумение, которое во время праздничного приёма с ним произошло, отметили организаторы фестиваля в своих мемуарах.
С 11 мая 1937 года он — 1-й заместитель Наркома обороны СССР. 12 декабря 1937 года был избран депутатом Верховного Совета СССР 1-го созыва от Смоленской области.

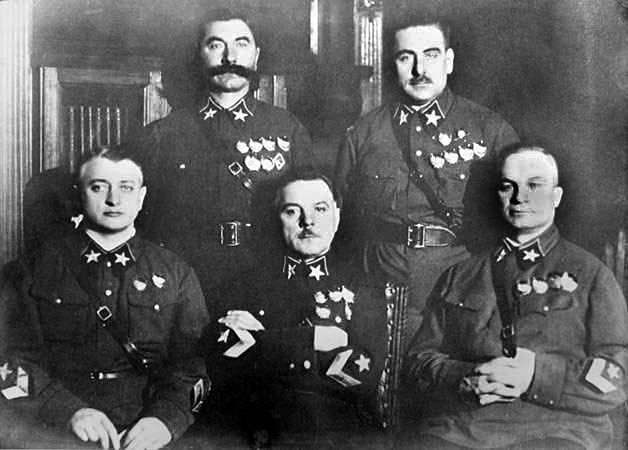
Первые пять маршалов (слева направо): Тухачевский, Ворошилов, Егоров (сидят), Будённый и Блюхер (стоят)

Егоров с конца ноября 1937 года начал возмущаться, что он незаслуженно был задвинут в тень других военных и политических деятелей СССР.
«Разве Вы не знаете, что когда речь заходит о гражданской войне, то все везде и всюду кричат до хрипоты, что все сделали Сталин и Ворошилов, а где же я был, почему не говорят обо мне?! Почему борьба под Царицыном, создание Конной армии, разгром Деникина и белополяков приписывается только Сталину и Ворошилову?!»
Вскоре после уничтожения группы маршала Тухачевского от некоторых подследственных потребовали дополнительных показаний на Егорова, как на главного руководителя заговора в РККА. Впервые же его имя появилось в показаниях наркома финансов СССР Г. Ф. Гринько от 22 мая 1937 года и комбрига А. И. Сатина от 2 июля того же года. Затем пошли и другие показания — командармов Н. Д. Каширина, И. П. Белова, комкора Н. В. Куйбышева.
В декабре 1937 года заместитель наркома обороны СССР по кадрам Е. А. Щаденко и главный финансист РККА А. В. Хрулев написали на имя Ворошилова докладные записки о том, что Маршал Советского Союза А. И. Егоров в беседе с ними за ужином высказывал недовольство недооценкой его личности в период Гражданской войны и незаслуженным, по его мнению, возвеличением роли Ворошилова и Сталина.
В период сталинских репрессий в РККА Егоров оказался в опале. Сталин, прежде характеризовавший Егорова как «выдающегося полководца и одного из организаторов побед», лично подверг маршала критике:

Известно, что у нас пять Маршалов Советского Союза. Из них меньше всего заслуживал этого звания Егоров, я не говорю уже о Тухачевском... Егоров — выходец из офицерской семьи, в прошлом полковник — он пришёл к нам из другого лагеря и относительно к перечисленным товарищам меньше имел право к тому, чтобы ему было присвоено звание маршала, тем не менее за его заслуги в гражданской войне мы это звание присвоили... — Из речи Сталина 22.01.1938
25 января 1938 года совместным постановлением Политбюро ЦК ВКП(б) и Совнаркома СССР, было признано невозможным оставление А. И. Егорова на руководящей военной работе «ввиду того, что не может пользоваться полным политическим доверием ЦК ВКП(б) и СНК СССР» и был освобождён от поста заместителя наркома обороны СССР. В качестве оснований для недоверия в этом документе было указано:

Первый заместитель народного комиссара обороны СССР т. Егоров А. И. в период его работы на посту начальника штаба РККА работал крайне неудовлетворительно, работу Генерального Штаба развалил, передоверив её матёрым шпионам польской, немецкой и итальянской разведок Левичеву и Меженинову. СНК СССР и ЦК ВКП(б) считают подозрительным, что т. Егоров не только не пытался контролировать Левичева и Меженинова, но безгранично им доверял, состоял с ними в дружеских отношениях ... т. Егоров, как это видно из показаний арестованных шпионов Белова, Гринько, Орлова и других, очевидно, кое-что знал о существующем в армии заговоре, который возглавлялся шпионами Тухачевским, Гамарником и другими мерзавцами ... Судя по этим материалам, т. Егоров пытался установить контакт с заговорщиками через Тухачевского, о чем говорит в своих показаниях шпион из эсеров Белов ... т. Егоров безосновательно, не довольствуясь своим положением в Красной Армии, кое-что зная о существующих в армии заговорщических группах, решил организовать и свою собственную антипартийного характера группу, в которую он вовлек т. Дыбенко и пытался вовлечь в нее т. Будённого.— Из постановления Политбюро ЦК ВКП(б) «о т. Егорове», 25.01.1938.
Некоторое время Егоров оставался без нового назначения, причём в этот период проводились его очные ставки с арестованными Беловым, Грязновым, Седякиным, Кашириным и Гринько. Все они дали обвинительные показания против Егорова за исключением Каширина, заявившего на очной ставке в присутствии наркома обороны К. Е. Ворошилова, что все его прежние показания он дал под воздействием пыток.
Затем Егоров был назначен на должность командующего войсками Закавказского военного округа (23 февраля — 27 марта 1938).
Опросом членов и кандидатов ЦК ВКП(б) 28 февраля — 2 марта 1938 года Егоров был выведен из состава кандидатов в члены ЦК ВКП(б).
Егоров имел лучшие отношения с наркомом обороны Ворошиловым, нежели репрессированный Тухачевский, и он решил обратиться за помощью к нему. Однако, не получив помощи со стороны наркома, Егоров пытался добиться приема у Сталина. Так, он направляет 2 марта 1938 года в его адрес очередное письмо, в котором отрицает все утверждения Гринько, Седякина, Белова и Грязнова о его вражеской деятельности, как сплошь клеветнические, и заявляет, что он чист перед народом, партией и Красной Армией. Это письмо по своему содержанию во многом перекликается с приведённым выше его посланием к Ворошилову. В нём, в частности, Егоров клятвенно заверяет:
«Я заявляю ЦК ВКП(б), Политбюро, как высшей совести нашей партии, и Вам, тов. Сталин, как вождю, отцу и учителю, и клянусь своей жизнью, что если бы я имел хоть одну йоту вины в моем политическом соучастии с врагами народа, я бы не только теперь, а на первых днях раскрытия шайки преступников и изменников Родины пришел бы в Политбюро и к Вам лично, в первую голову, с повинной головой в своих преступлениях и признался бы во всем…».

### Арест и казнь
8 февраля 1938 года была арестована вторая жена А. И. Егорова — полька по происхождению, которую объявили шпионкой Войска Польского с 1931 г. (Польская Республика) — Галина Цешковская.
25 февраля и сам А. И. Егоров был отстранён от должности под предлогом болезни и убыл в Москву.
27 марта арестован и сам Егоров, при этом ордер на его арест датирован месяцем позже, а санкционирован арест был заместителем Прокурора СССР Г. Рогинским через 11 месяцев после ареста — 10 февраля 1939 года, в один день с составлением обвинительного заключения по его делу. Были и другие грубейшие нарушения закона — постановление об избрании меры пресечения вынесено 23 июля 1938 года, а обвинение предъявлено 27 июля того же года. Следователи Ямницкий и Казакевич усиленно добивались признания Егорова в руководстве антисоветским заговором. Уже в протоколе допроса от 28 марта — 5 апреля 1938 года содержится такое признание: «Я, Егоров, вместе с Дыбенко и Будённым возглавлял руководство антисоветской организации правых в Красной Армии, имевшей своих участников в военных округах. Эта наша антисоветская организация была на особо законспирированном положении…» По утверждению исследователя Н. С. Черушева, к Егорову физических мер принуждения не применялось, так как он сам писал обширные собственноручные показания и излагал в них данные о заговорщической деятельности и лицах, причастных к заговору. Черушев объясняет это тем, что с арестованным Егоровым имел ряд длительных бесед лично нарком НКВД Н. И. Ежов и, скорее всего, дал Егорову гарантии сохранения жизни в случае, если тот даст нужные следствию показания и не откажется от них на суде. По мнению других авторов, меры физического воздействия к нему применялись.
«26 июля нарком НКВД Ежов представил на утверждение Сталина список лиц, подлежащих расстрелу, в котором было 139 фамилий. Сталин вычеркнул из списка фамилию Егорова и наложил резолюцию: „За расстрел всех 138 человек“. Егоров, благодаря вмешательству Сталина, прожил ещё полгода».
22 февраля 1939 года Военной коллегией Верховного Суда СССР в составе Ульриха, Дмитриева и Климина приговорён к расстрелу по обвинению в шпионаже и принадлежности к военному заговору. Расстрелян 23 февраля 1939 года, в День Красной армии и флота. Кремирован на Новом Донском кладбище.

Реабилитирован по инициативе Н. С. Хрущёва определением Военной коллегии Верховного суда СССР от 14 марта 1956 года. Вскоре его посмертно восстановили в воинском звании Маршала Советского Союза и в советских наградах.
«Приговор Военной коллегии Верховного суда СССР от 22 февраля 1939 года в отношении А. И. Егорова по вновь открывшимся обстоятельствам отменить, а дело о нём производством прекратить за отсутствием состава преступления и полностью его реабилитировать».

## Семья
Отец — Илья Федорович Егоров, мещанин из Бузулука.
Мать — Мария Ивановна (метрическая книга причта Бузулукской Николаевской церкви за 1883 год, информация о родителях опубликована в Военно-историческом журнале. 1964. № 8, стр. 122.).
Первая жена (с 1911) — Варвара Александровна Егорова (в девичестве Васильева), работала преподавателем в Институте иностранных языков им. Мориса Тореза.
- Дочь — Татьяна Александровна Егорова (в замужестве Кузнецова) (1913—?);
  - Внук — Алексей Алексеевич Кузнецов-младший (род. 1941), народный артист РФ, джазовый гитарист[24].
    - Правнуки — Алексей и Елена
      - Праправнуки — Егор, Федор, Ярослав и Арсений

Вторая жена — Галина Антоновна Егорова (Цешковская) (1898), актриса «Белгоскино». Арестована в январе 1938 года и расстреляна 28 августа 1938 года по обвинению в шпионаже и связи с контрреволюционерами. Реабилитирована постановлением Военной коллегии от 18 июля 1956 года. Детей от второго брака не было. 

## Награды, звания и память
Российской империи:

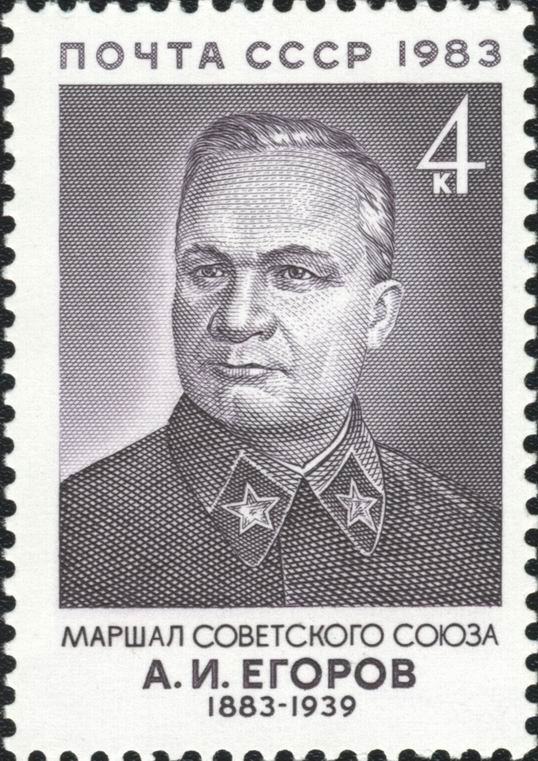
Почтовая марка СССР, 1983 г.

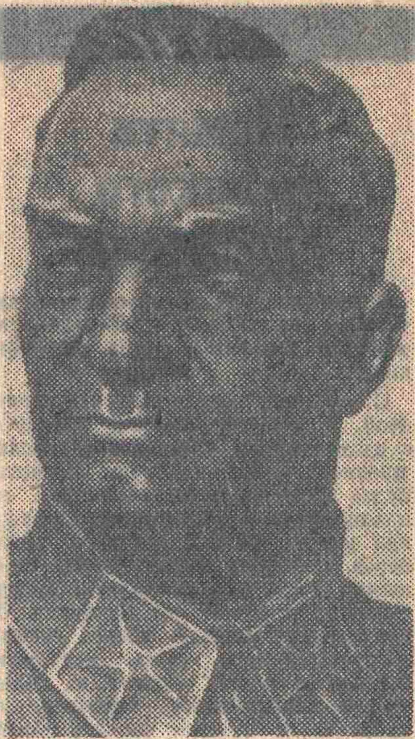
Портрет работы скульптора Г. Л. Пивоварова

- Орден Святого Станислава III степени (ВП от 10 марта 1907 года).
- Крест «50-летие завершения Кавказских войн» (ВП от 31 августа 1909 года).
- Медаль «В память 100-летия Отечественной войны 1812 года» (15 августа 1912)
- Медаль «В память 300-летия царствования дома Романовых» (21 февраля 1913)
- Орден Святой Анны III степени (ВП от 6 апреля 1914 года).
- Орден Святой Анны IV степени (ВП от 30 марта 1915 года).
- мечи и бант к ордену Святой Анны III степени (ВП от 30 марта 1915 года).
- Орден Святого Станислава II степени с мечами (ВП от 30 мая 1915 года).
- Орден Святой Анны II степени с мечами (ВП от 23 октября 1915 года)
- Георгиевское оружие — за бой под Буском 13 августа 1914 года (ВП от 24 января 1917 года.)
- Орден Святого Владимира IV степени с мечами и бантом (ВП от 12 февраля 1917 года).

Советские:
- Два ордена Красного Знамени (31.07.1919, 22.02.1930)[28].
- Орден Красного Знамени Азербайджанской ССР (1922)[28].
- Орден Красного Знамени Грузинской ССР (12.05.1924)[28].
- Почётное революционное оружие — шашка (1.03.1921)[28].

Иностранные
- Орден Красного Знамени (МНР, 1936)[29]

### Чины и воинские звания
Российской империи
- вольноопределяющийся
- унтер-офицер, 1902
- старший портупей-юнкер (6 декабря 1904 года)
- подпоручик, 22 апреля (5 мая) 1905, со старшинством с 9 (22) апреля 1904
- поручик (10 ноября 1908 года)
- штабс-капитан, 15 (28) ноября 1912
- капитан, 30 мая (12 июня) 1916
- подполковник, 27 ноября (10 декабря) 1916
- полковник, 9 (22) ноября 1917; интересным образом произошло производство Егорова в чин полковника: из-за бюрократизма госаппарата Временного правительства это произошло по приказу, подписанному спустя полмесяца после Октябрьской революции[30].

Советские
- Маршал Советского Союза, 20.11.1935[31].

### Память
- В 1983 году была выпущена почтовая марка СССР, посвящённая Егорову.
- В Бузулуке есть улица Маршала Егорова.

## Сочинения
- Львов — Варшава. 1920 год: Взаимодействие фронтов. — М.—Л., 1929.
- Разгром Деникина: 1919. — М., 1931.
  - 2-е изд. — М.: Вече, 2012. — ISBN 978-5-4444-0501-7[32]
- Боевая подготовка стрелкового взвода. — М.: Военный вестник, 1925.
- Балтфлот в годы реакции 1909—1913. — М.: Изд-во Всевоюзн. о-ва политкаторжан и сс.-поселенцев, 1928.
- Тактика и оперативное искусство РККА начала тридцатых годов // Вопросы стратегии и оперативного искусства в советских военных трудах (1917—1940 гг.). — М., 1965.
- Задача современного военного искусства // Вопросы стратегии и оперативного искусства в советских военных трудах (1917—1940 гг.). — М., 1965.